# Distrito de Idrinsky
El distrito de Idrinsky (en ruso: И́дринский райо́н) es un distrito administrativo y municipal (raión), uno de los cuarenta y tres en el krai de Krasnoyarsk, Rusia. Se encuentra en el suroeste del krai y limita con el distrito de Balakhtinsky en el norte, el distrito de Kuraginsky en el este y el sur, y con el distrito de Krasnoturansky en el oeste. El área del distrito es de 6115 kilómetros cuadrados (2361,0 mi²).  Su centro administrativo es la localidad rural de Idrinskoye. Población: 12,472 (censo de 2010);  15.399 (censo de 2002); 17,780 (censo de 1989). La población de Idrinskoye representa el 41,2% de la población total del distrito. 

## Historia
El distrito fue fundado el 4 de abril de 1924. 

## Gobierno
El jefe del distrito y el presidente del consejo de distrito es Anatoly G. Bukatov. 